# Arthur Rosenkampff
Arthur Henry Rosenkampff (3. november 1884 i New York – 6. november 1952) var en amerikansk gymnast som deltog i OL 1904 i St. Louis. 
Rosenkampff vandt en sølvmedalje i gymnastik under OL 1904 i St. Louis. Han var med på det amerikanske hold New York Turnverein som kom på en andenplads i holdkonkurrencen.